# دومنیک روشتو
دومنیک روشتو (به فرانسوی: Dominique Rocheteau) بازیکن فوتبال و مهاجم اهل فرانسه است که از سال ۱۹۷۵ تا ۱۹۸۶ میلادی عضو تیم ملی فوتبال فرانسه بوده‌است. وی در ۴۹ بازی ملی حضور داشته است و در بازی‌های ملی‌اش ۱۵ گل به ثمر رساند.